# Aleksiej Kortunow
Aleksiej Kiriłłowicz Kortunow (ros. Алексе́й Кири́ллович Кортуно́в, ur. 15 marca?/28 marca 1907 w Nowoczerkasku, zm. 18 listopada 1973 w Moskwie) – radziecki polityk i wojskowy, Bohater Związku Radzieckiego (1945).

## Życiorys
W 1931 ukończył Północno-Kaukaski Instytut Gospodarki Wodnej i Melioracji, a 1933 aspiranturę Wszechzwiązkowego Instytutu Naukowo-Badawczego Hydrotechniki i Melioracji w Moskwie, później pracował przy budowie kombinatu metalurgicznego Azowstal w Mariupolu. Od 1938 żołnierz Armii Czerwonej, od 1939 w WKP(b), szef budowy kompleksów lotniskowych, 1941 na kursach wojskowo-inżynieryjnych. Od 1942 walczył na froncie, pełnił funkcję szefa służby inżynieryjnej 134 Dywizji Piechoty, w marcu 1943 został dowódcą pułku, 1944 brał udział w operacji białoruskiej jako dowódca 629 pułku piechoty 134 Dywizji Piechoty 69 Armii 1 Frontu Białoruskiego. W nocy na 29 lipca 1944 brał udział w forsowaniu Wisły, wyróżnił się podczas walk o Puławy, od lipca 1945 do września 1948 był szefem wydziału wojskowego Radzieckiej Administracji Wojskowej Turyngii w stopniu pułkownika, następnie został przeniesiony do rezerwy. Po zwolnieniu z wojska 1948-1950 szef Tujmazińskiego Terytorialno-Budowlanego Zarządu Gławnieftegazstroja przy Radzie Ministrów ZSRR, 1950-1953 zastępca ministra przemysłu naftowego ZSRR, 1953-1954 szef Głównego Zarządu ds. Budownictwa we Wschodnich Rejonach, 1954-1955 szef Głównego Zarządu Budownictwa Naftowo-Przemysłowego Ministerstwa Przemysłu Naftowego ZSRR, od lutego do maja 1955 zastępca ministra budowy przedsiębiorstw przemysłu naftowego ZSRR.
Od maja 1955 do maja 1957 minister budowy przedsiębiorstw przemysłu naftowego ZSRR, od marca 1963 do października 1965 przewodniczący Państwowego Zarządu Przemysłu Gazowego przy Radzie Ministrów ZSRR, od października 1965 do września 1972 minister przemysłu gazowego ZSRR, od września 1972 do końca życia minister budowy przedsiębiorstw przemysłu naftowego i gazowego ZSRR. Od 31 października 1961 do śmierci zastępca członka KC KPZR. Deputowany do Rady Najwyższej ZSRR od 6 do 8 kadencji (1962-1973). Pochowany na Cmentarzu Nowodziewiczym. W Moskwie na domu, w którym mieszkał, umieszczono tablicę pamiątkową.

## Odznaczenia
- Złota Gwiazda Bohatera Związku Radzieckiego (24 marca 1945)
- Order Lenina (czterokrotnie - 24 marca 1945, 2 kwietnia 1957, 1 lipca 1966 i 25 sierpnia 1971)
- Order Czerwonego Sztandaru (dwukrotnie - 19 marca 1943 i 21 maja 1945)
- Order Suworowa III klasy (25 sierpnia 1944)
- Order Aleksandra Newskiego (13 października 1943)
- Order Pracy (Czechosłowacka Republika Socjalistyczna, 26 czerwca 1967)

I medale.